# Система розробки з підповерховим обваленням
Система розробки з підповерховим обваленням – система підземної розробки рудних родовищ, яка передбачає відпрацювання блоків зверху вниз підповерхами; руда у підповерхах вилучається примусовим обваленням або самообваленням з заповненням виробленого простору обваленими породами. 
Існують такі варіанти С.р.п.о.: 
- - нахиленими заходками – при стійких гірських породах і невеликій висоті підповерху виїмка руди в секціях здійснюється шляхом висадження комплексів шпурів, пробурених віялоподібно з вузьких нахилених виробок, попередньо проведених з підповерхових заходок;
- - грушоподібними заходками – при гірських породах невеликої міцності відпрацювання секцій в підповерхах здійснюється шляхом виїмки грушоподібних камер, що утворюються в результаті розширення похилих випускних дучок, які проводяться через певні інтервали з підповерхових виробок і наступного висадження покрівлі грушоподібних камер;
- - «відкрите віяло» (шведський варіант) – обвалення здійснюється вертикальними або слабконахиленими шарами шляхом висадження віяла шпурів, що пробурені на всю висоту підповерху з підповерхових штреків (ортів), які таким чином послідовно гасяться;
- - глибокими вибуховими свердловинами – одночасне обвалення руди у всій панелі або по всій площі блоку глибокими свердловинами.

Зі збільшенням глибини розробки і підвищенням гірничого тиску переходять на відробку блоків панелями меншої площі (до 700-900 м2). Найбільш продуктивний варіант характерний підвищеним виходом крупногрудкової руди при свердловинній відбійці і потребує ретельного контролю за випуском руди для уникнення її значних втрат і збіднення.